# Estação Fradique Coutinho
A Estação Fradique Coutinho é uma estação da Linha 4–Amarela do Metrô de São Paulo operada pela ViaQuatro, inaugurada em 15 de novembro de 2014. Sua previsão inicial era ser inaugurada em 2010.

## História
A estação fica localizada em uma área residencial, embora com entorno totalmente comercial, por isso comerciantes da região tinham planos para incrementar o comércio, como a criação de um bulevar.

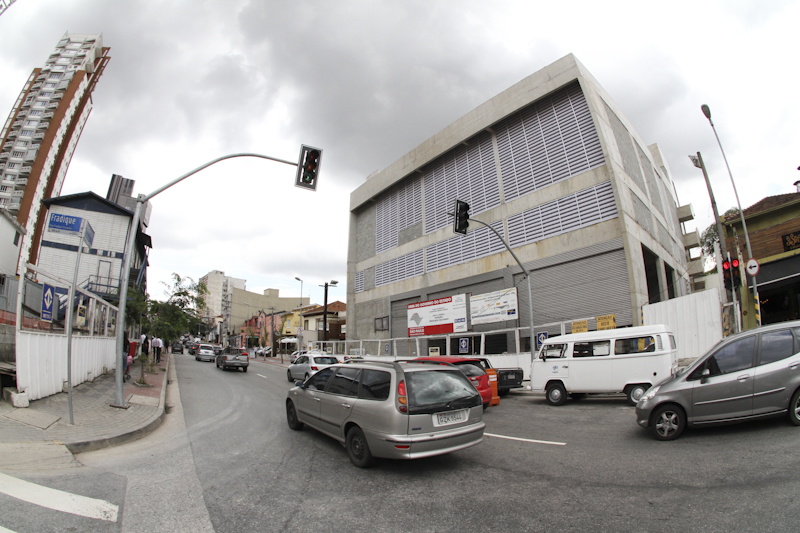
A estação durante as obras, em 2010

As obras da estação chegaram a ser interrompidas em 2007, quando foi divulgado um laudo sobre as estruturas metálicas da estação que falava da possibilidade de "acidentes de proporções imprevisíveis". O Metrô e o consórcio que opera a Linha 4 desqualificaram a conclusão do laudo e garantiram que havia segurança na estação. Especialistas ouvidos pelo jornal Folha de S.Paulo disseram que não havia riscos.
Naquele mesmo ano, as obras da estação interditaram a Rua dos Pinheiros por um tempo maior do que o previsto depois que o asfalto cedeu durante a passagem do equipamento de escavação da linha, conhecido como shield ou "tatuzão". Nenhum imóvel foi interditado por esse problema. O mesmo trecho já havia sido interditado por mais de um ano para as obras a partir de julho de 2005 e causara problemas no trânsito do bairro. Em novembro de 2005, uma escavadeira que trabalhava na obra da estação rompeu um tubo da Comgás.
A previsão de inauguração da estação, que era 2010, passou para 2012, 2014 e chegou a estar prevista para o segundo semestre de 2013, juntamente com a Estação Oscar Freire, previsão que não se confirmou. O governo do estado chegou a anunciá-la para 25 de setembro de 2014, mas, na antevéspera, o governador Geraldo Alckmin anunciou nova previsão, para o mês de outubro. Essa nova previsão também não se concretizou, e, em 23 de outubro, o governo anunciou novo adiamento, desta vez para o mês de novembro.

## Toponímia
Fradique Coutinho é o nome da rua homônima que cruza a estação. Fradique de Melo Coutinho foi um bandeirante nascido no Espírito Santo, filho de Vasco Fernandes Coutinho e Antônia Escobar e neto de Vasco Fernandes Coutinho, que foi o primeiro donatário da Capitania do Espírito Santo. Fradique Coutinho participou de expedições (bandeiras) ao lado de Simão Alvares Martins (seu sogro) e de Raposo Tavares. Ele faleceu em São Paulo, no dia 28 de janeiro de 1633. As ruas Azevedo Marques e Estancieiro foram renomeadas Fradique Coutinho por meio do decreto municipal número 6 618, de 8 de setembro de 1966.

## Características
Localizada na Rua dos Pinheiros, sem número, a estação é enterrada, com plataformas laterais e salas de apoio no nível da superfície, com estruturas em concreto aparente. Possui acesso para pessoas portadoras de deficiência. A capacidade prevista é de dez mil passageiros por hora nos horários de pico.

## Informações da linha
| Linha     | Terminais        | Estações | Principais destinos                                                              | Duração das viagens (min) | Intervalo entre trens (min) | Funcionamento                                                                  |
| --------- | ---------------- | -------- | -------------------------------------------------------------------------------- | ------------------------- | --------------------------- | ------------------------------------------------------------------------------ |
| 4 Amarela | Luz ↔ Vila Sônia | 10       | Sé, Bom Retiro, República, Higienópolis, Consolação, Pinheiros, Butantã, Morumbi | 10                        | 2                           | Diariamente, das 4h40 à 0 hora. Aos sábados, das 4h40 até a 1 hora do domingo. |

| Sigla | Estação           | Inauguração            | Capacidade | Integração | Plataformas | Posição     | Notas                                       |
| ----- | ----------------- | ---------------------- | ---------- | ---------- | ----------- | ----------- | ------------------------------------------- |
| FRA   | Fradique Coutinho | 15 de novembro de 2014 |            |            | Laterais    | Subterrânea | Estação com estrutura de concreto aparente. |